# Tetrahidrotiofén
A tetrahidrotiofén vagy tiofán szerves kénvegyület, képlete (CH2)4S. Öttagú heterociklus, gyűrűjét négy szén- és egy kénatom alkotja, a tiofén telített megfelelője. Illékony, színtelen, rendkívül kellemetlen szagú folyadék.

## Előállítása és reakciói
1,4-butándiol vagy tetrahidrofurán és hidrogén-szulfid reakciójával állítják elő, a gázfázisú reakciót alumínium-oxid és más heterogén savkatalizátor mellett végzik
A tetrahidrotiofént a komplexkémiában ligandumként használják, egyik komplexe például a kloro(tetrahidrotiofén)arany(I).
A tetrahidrotiofén oxidációjával az oldószerként használt szulfolán nyerhető, mely csaknem szagtalan poláros oldószer. A szulfolán kényelmesebben előállítható butadiénből.

## Felhasználása
Szaga miatt az autógáz szagosítására használják, de Észak-Amerikában már nem alkalmazzák erre a célra. A földgáz szagosítására is felhasználják, rendszerint 50% terc-bután-tiolt is tartalmazó THT-TBT keverék formájában.

## Fordítás
Ez a szócikk részben vagy egészben  a   Tetrahydrothiophene című angol Wikipédia-szócikk ezen változatának fordításán alapul.  Az eredeti cikk szerkesztőit annak laptörténete sorolja fel. Ez a jelzés csupán a megfogalmazás eredetét és a szerzői jogokat jelzi, nem szolgál a cikkben szereplő információk forrásmegjelöléseként.